# Moshe Y. Vardi

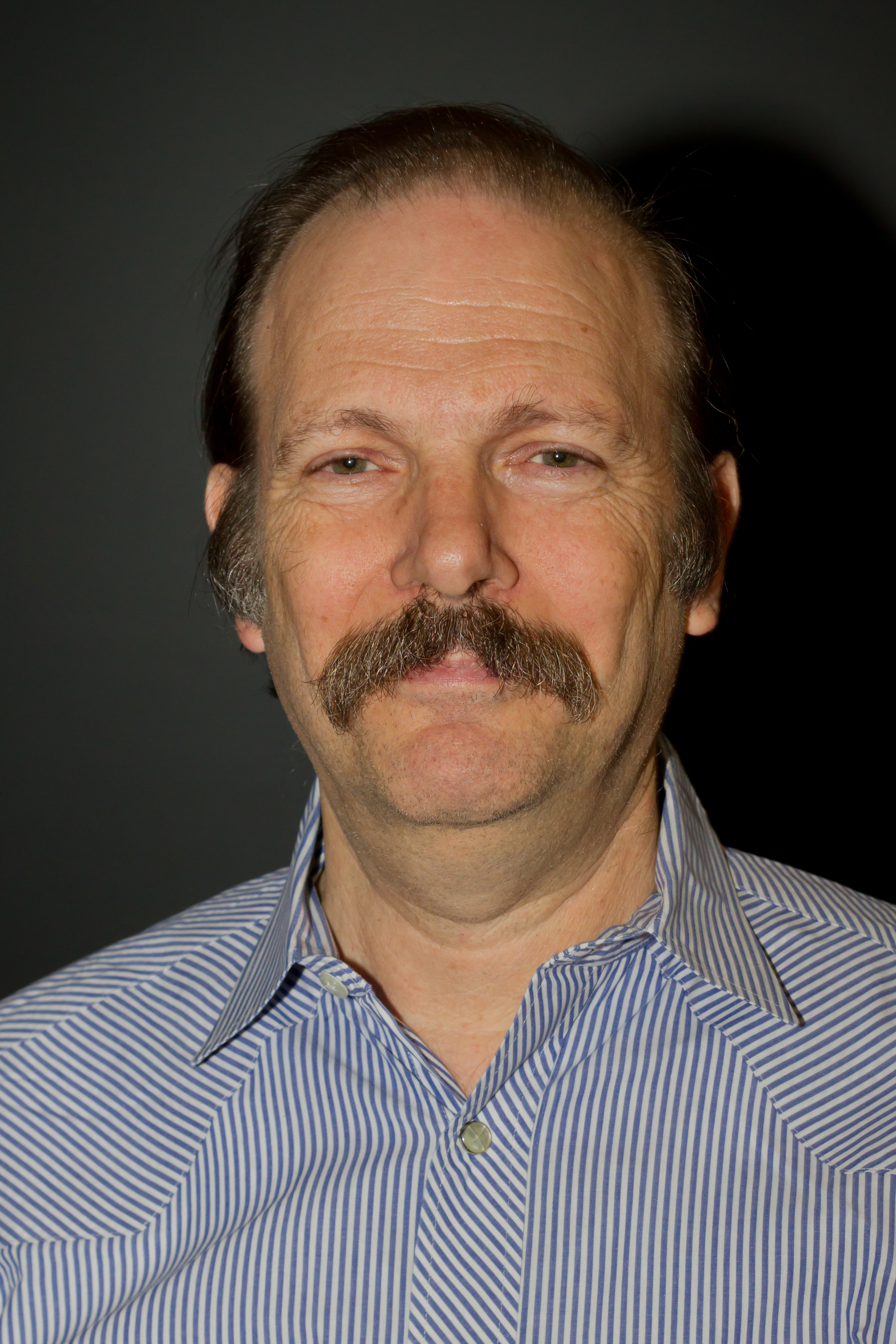
Moshe Vardi

Moshe Y. Vardi (* 4. Juli 1954 in Haifa) ist ein israelisch-amerikanischer Informatiker.

## Leben und Wirken
Vardi studierte an der Bar-Ilan-Universität und machte 1980 am Weizmann-Institut seinen Master-Abschluss (Axiomatization of functional and joint dependencies in the relational model). 1981 wurde er an der Hebräischen Universität in Informatik promoviert (The implication problem for data dependencies in the relational model). Danach war er bis 1985 an der Stanford University, aber auch bei IBM, bei denen er ab 1985 fest angestellt als Wissenschaftler im IBM Almaden Research Center forschte und ab 1989 Abteilungsleiter war (Mathematics and related computer science). Gleichzeitig war er Consult Professor in Stanford. Ab 1993 war er Professor (Karen Ostrum George Professor) an der Rice University, wo er auch 1994 bis 2002 Vorstand der Informatik-Fakultät war.
Er befasst sich mit Anwendungen der Logik in der Informatik, Datenbanken, Komplexitätstheorie, Multi-Agenten-Systeme, Design Spezifikation und Verifikation. Er verfasste über 400 wissenschaftliche Aufsätze (2011).
2000 erhielt er mit Pierre Wolper den Gödel-Preis und 2005 mit Wolper für ihre Arbeiten zu Model-Checking bei endlichen Automaten, Robert Kurshan und Gerard Holzmann den Paris-Kanellakis-Preis für ihre Arbeiten zur formalen Verifikation reaktiver Systeme. 2008 erhielt er die Blaise-Pascal-Medaille und den ACM Presidential Award. Er ist Ehrendoktor der Universität des Saarlandes (2002), der Universität Orléans, der Technischen Universität Wien (2018) und der Universität Grenoble (2019). Seit 2000 ist er Fellow der Association for Computing Machinery (ACM) und seit 2002 Fellow der National Academy of Engineering. Außerdem ist er Fellow der IEEE, deren Harry H. Goode Award er 2011 erhielt, und der American Association for the Advancement of Science, der American Academy of Arts and Sciences (2010), der European Academy of Sciences und der Academia Europaea (2007). 1981 erhielt er einen Fulbright Award, war Guggenheim Fellow und er erhielt mehrfach den Outstanding Innovation Award von IBM. Ihm wurde 2012 der EATCS-Award verliehen. 2015 wurde er in die National Academy of Sciences gewählt, 2023 zum auswärtigen Mitglied der Royal Society. Für 2020 wurde Vardi der ACM-AAAI Allen Newell Award zugesprochen, für 2021 der Knuth-Preis, für 2023 der Herbrand Award und für 2025 der Computer Pioneer Award.
Er ist zurzeit (2011) der Herausgeber der Communications of the ACM.

## Schriften (Auswahl)
- Reasoning about Knowledge. Taschenbuchausg. MIT Press, Cambridge 2003, ISBN 0-262-56200-6 (Nachdr. d. Ausg. Cambridge 1995; zusammen mit Ronald Fagin, Joseph Y. Halpern und Yoram Moses).
- Finite Model Theory and Its Applications. Springer, Berlin 2007, ISBN 978-3-540-00428-8 (zusammen mit Erich Grädel, Phokion K. Kolaitis, Leonid Libkin, Maarten Marx, Joel Spencer, Yde Venema und Scott Weinstein).